# 62 f.Kr.

## Händelser

### Efter plats

#### Romerska republiken
- Januari – Konspiratören Catilinas styrkor besegras av de till Rom lojala arméerna under Gaius Antonius Hybrida i slaget vid Pistoria.
- Julius Caesar skiljer sig från Pompeja, efter smädandet av Publius Clodius Pulcher.
- Cicero håller sitt Pro Archia Poeta som försvarstal för Aulus Licinius Archias vilja att bli romersk medborgare.

## Födda
- Ptolemaios XIII, farao av Egypten (född detta eller nästa år)
- Zhao Feiyan, kinesisk kejsarinna.

## Avlidna
- Lucius Sergius Catilina, romersk statsman